# Francisco Correa Sánchez
 (février 2018).
Si vous disposez d'ouvrages ou d'articles de référence ou si vous connaissez des sites web de qualité traitant du thème abordé ici, merci de compléter l'article en donnant les références utiles à sa vérifiabilité et en les liant à la section « Notes et références ».
Francisco Correa Sánchez est un chef d'entreprise et homme politique espagnol. Il est impliqué dans l'affaire de corruption politique Gürtel pour laquelle il a été condamné à une peine de prison purgée au centre pénitentiaire de Soto del Real.
En novembre 2017, son nom apparaît dans les révélations des Paradise Papers.